# 御墓山古墳
御墓山古墳（日语：／ Mihakayamakofun）是位於日本三重縣伊賀市佐那具町的一座前方後圓墳，為日本國史跡，三重縣內規模最大的古墳，推測建於古墳時代中期（約5世紀）。

## 概要
古墳位於三重縣西部上野盆地的東北面，從未進行過考古調查。古墳是前方後圓墳，前方部份朝向東北，墳丘有兩層2段，前方部分則以段築方式建成，讓其看起來有三層。墳丘長188米，為三重縣內規模最大的古墳，在畿內以外各處的有力古墳中也是屬於較為突出的規模。後圓部分的西北面建有造出，墳丘表面鋪有葺石，並且在該處出土了圓筒埴輪、形象埴輪和屋形埴輪，周圍則只有後圓部分的南面建有周壕，前方部分則沒有。雖然後圓部分的墳頂的平坦地方有一凹陷處，被認為是盗墓用的坑道，但是由於尚未進行調查，因此不論是墓室形態還是陪葬品也是不明。另外，古墳東面建有的兩座邊長10米的方墳被認為是古墳的陪葬墓。
從古墳的墳形和出土埴輪推斷建於古墳時代中期（約5世紀）。入葬者雖然不明，但是從考古學角度認為是伊賀地域的首長，當地居民則認為是第8代孝元天皇之子大彥命（伊賀市一宮敢國神社的祭神）在柘植川流域裡，古墳雖然在時期上次於東山古墳（古墳時代初期）和山神寄建神社古墳（古墳時代前期），但是作為首長墓其規模有很大的增長。過去在古墳周邊曾經建有旦那山古墳、淺間山古墳和二之谷古墳，這些古墳的入葬者被認為是臣屬於御墓山古墳的入葬者。御墓山古墳之後的首長墓均遷移至柘植川對岸，規模亦大減。

## 規模
古墳規模如下。
- 墳丘長188米
- 後圓部份
  - 直徑110米
  - 高14米
- 前方部分
  - 寬80米
  - 高10米

古墳的墳形類近於奈良縣奈良市的佐紀陵山古墳。鑑於這類前方後圓墳以包圍畿內的形式分佈於各地，因此推測在建造當時曾經出現過畿內制般的領域支配。

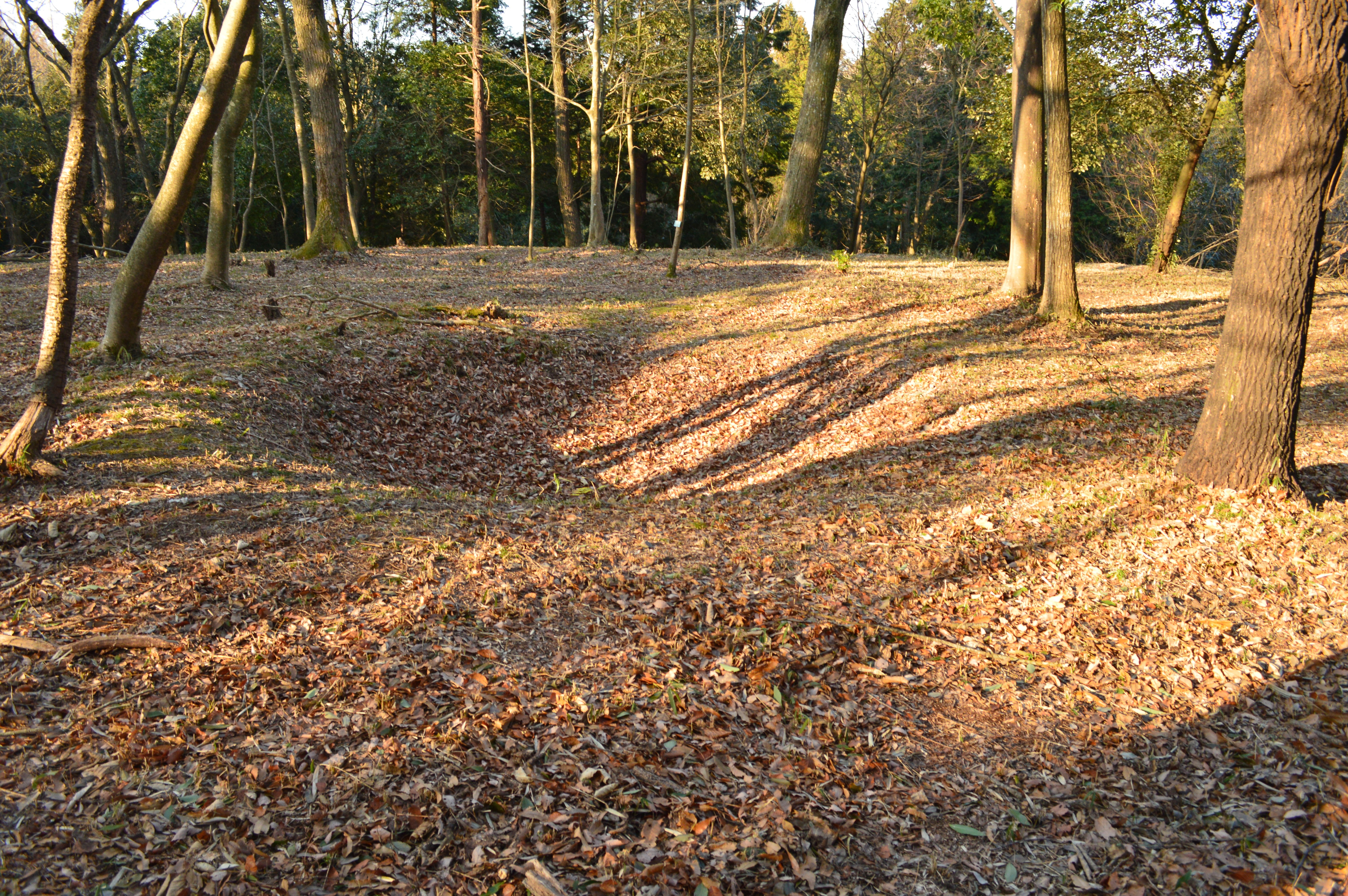
後圓部分墳頂（中央部份凹陷）
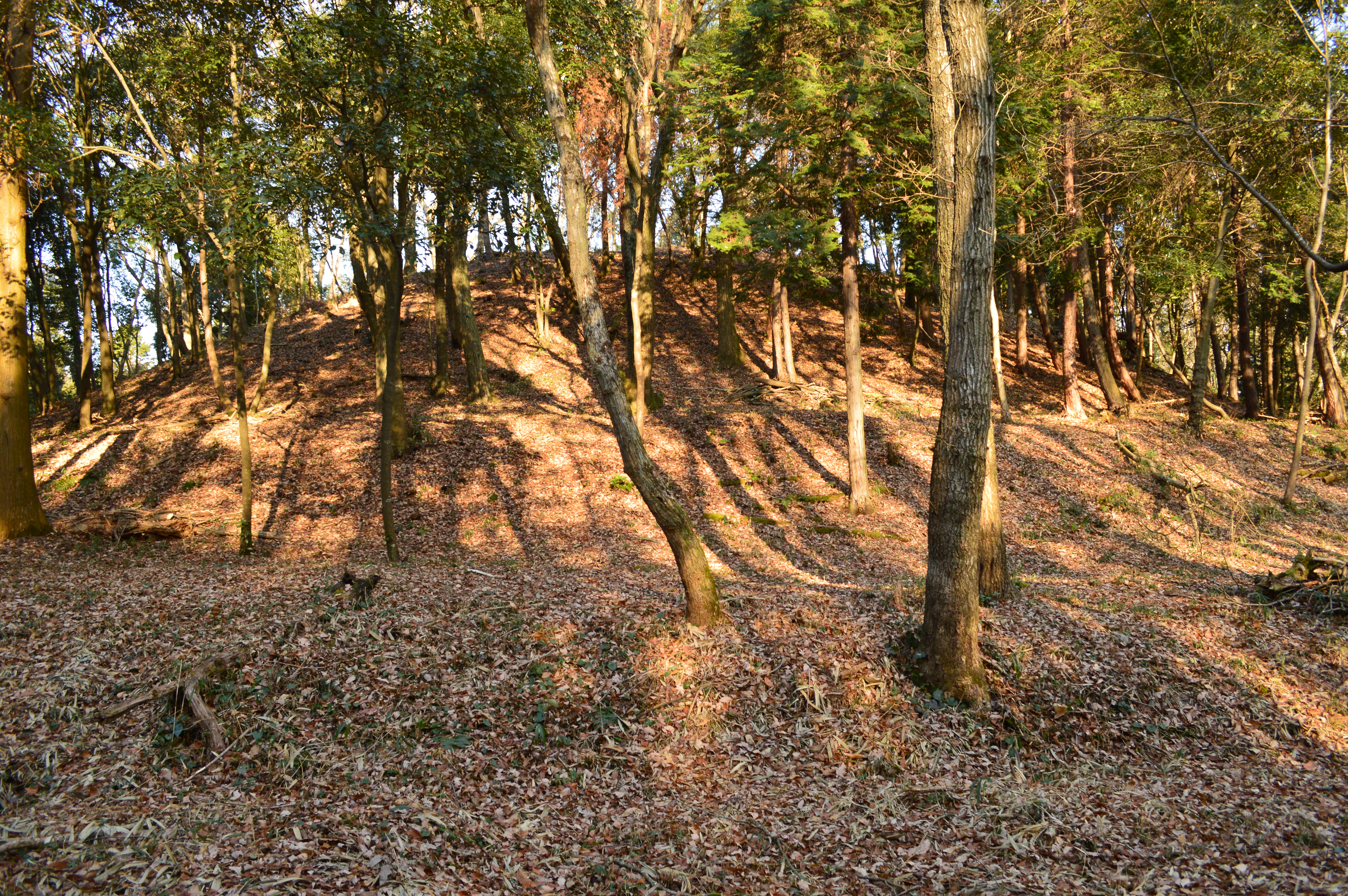
後圓部分墳丘
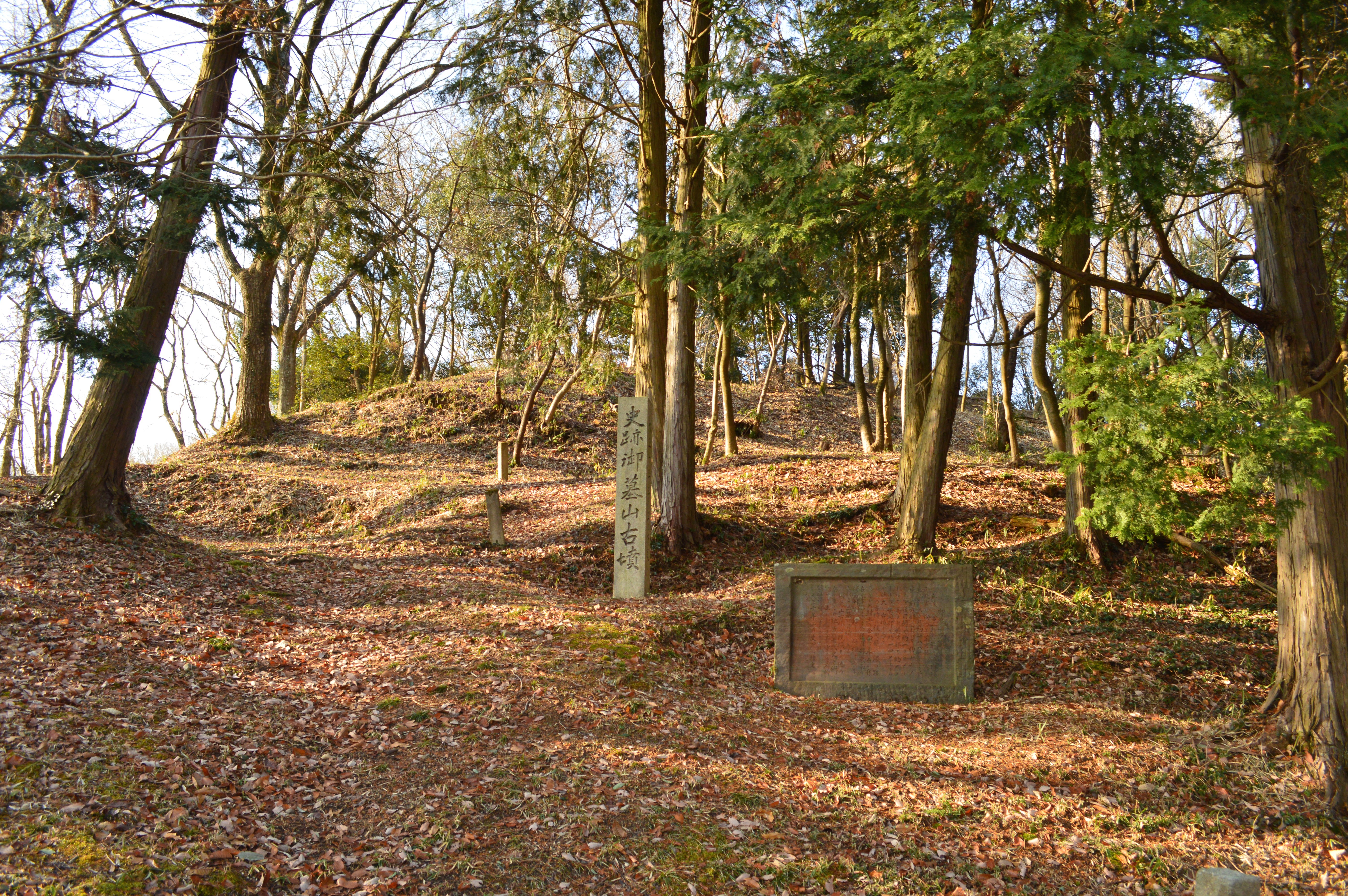
前方部分墳丘

## 文化財

### 日本國史跡
- 御墓山古墳 - 1921年3月3日指定，1970年7月22日追加指定丘陵切斷部分、堀的一部分、造出和陪葬墓範圍[5]。

## 傳承
按《日本書紀》雄略天皇18年（474年）條記載，天皇命物部菟代宿禰和物部目連攻擊看守伊賀青墓的伊勢朝日郎，當中的「青墓」推定為御墓山古墳

## 外部連結
- - 國指定文化財等數據庫（日語）
- 御墓山古墳 （页面存档备份，存于）